# 1,2-丙二醇甲醚乙酸酯
1,2-丙二醇甲醚乙酸酯（PGMEA, 1-methoxy-2-propanol acetate）是一种甲基乙二醇醚（1,2-丙二醇醚），化学式为C6H12O3，可用于油墨、涂料和清洁剂。它可由1-甲氧基-2-丙醇和乙酸（或乙酸乙酯）在催化下酯化（或酯交换）得到。